# Amit Ben David
Amit Ben David (in ebraico עמית בן-דוד‎?; Kfar Saba, 27 dicembre 1977) è un allenatore di pallacanestro ed ex cestista israeliano.